# ハッピーアイランド
『ハッピーアイランド』は、エフエム沖縄で1985年4月1日から平日の昼間に放送されている生放送のワイド番組である。
なお、本項では派生番組の『サンエーpresents ハッピーモーニング～心地いい波～』（サンエープレゼンツ ハッピーモーニング～ここちいいなみ～）についてもこの項で述べる。

## 概要
この本番組の前身は、エフエム沖縄開局から約7か月間放送した『FM歌謡メロディー』（月 - 金曜 11:30 - 11:55）で、そのパーソナリティを務めた寺沢好美は、本番組にも続投の形で半年間担当していた。放送開始時のタイトルは『ハッピーアイランド～のってるリクエスト～』だったが、放送開始から半年後に番組名を『ハッピーアイランド』に改めると同時に多喜ひろみに交代した。以来、2008年3月までは多喜が23年に亘って月 - 金曜を担当していたが、金曜のみ2008年4月から菊池のりこ、2012年4月から伊藝梓が担当するようになり、後に多喜と入れ替えに伊藝が水・木曜も担当するようになった。現在、担当する曜日は多喜が月・火曜、伊藝が水 - 金曜となったが、その後派生番組として、土曜9時台前半に30分の収録番組『ハッピーモーニング～心地いい波～』を2012年12月15日に開始し、この派生番組も後述の通り多喜がパーソナリティを務めている。
放送時間について、開始当初は12:00 - 12:55（日本標準時、以下略）の放送でサブタイトルに「のってるリクエスト」を付加、1985年10月から13:55まで拡大しその後サブタイトルを廃止、そして1995年1月には11時半開始となり、それ以降から現在は11:30 - 13:55の放送となっている。このため、全国のJFN系列局で13時台前半に放送されているJFNC制作番組『デイリーフライヤー』は内包を含めて開始以来一切放送されていない数少ない局である。
2005年12月から2019年3月までは一部コーナーのポッドキャストの配信が行われたほか、2006年秋から2018年9月28日まで宮古島市のコミュニティ放送局である「エフエムみやこ」でも放送されていた。
番組は本社スタジオから生で放送されており、スタジオ前のギャラリースペースから実際の放送も見られる（コロナ禍による感染防止対策のためしばらくギャラリーを閉鎖していたが、2022年10月12日から見学を再開している。ただし、感染状況次第では予告なしに閉鎖することもある。）。また、月に1・2度程度、「お出かけハッピー」として沖縄本島各地から全編中継で放送されている。その際ゲストによるライブが行われ、主に地元のベテランからブレイク前の新人グループが2・3組登場する。
極東放送時代からエフエム沖縄に引き継がれて放送されていた『スクリーンへの招待』が2021年9月26日の放送をもって48年半の歴史に幕を下ろしたため、本番組がエフエム沖縄で現在放送中のレギュラー番組では最長寿番組となった。

### タイムテーブル
- 11:30 - 11:55「ホームルーム」
- 11:55 - 12:00「ニュース」
- 12:00 - 12:55「1時間目」
- 12:30頃 - 12:40頃「au（沖縄セルラー電話）街角トピックス」（かつては森永（沖縄森永乳業）がスポンサーだった)
- 12:55 - 13:00「ラジオ県民室」
- 13:00 - 13:55「2時間目」（たまに13時台の頭にゲストが登場する事がある）

※なお、エフエムみやことのネット時代においては、「ニュース」と「ラジオ県民室」はエフエムみやこではネットせず差し替えとなる自社制作番組を放送していた。
本番組では学校の時間割のような感覚で、1時間ごとに毎正時で「1時間目」「2時間目」と区切られているが、1995年に開始時刻が11時半になった際、新たに11時台が「ホームルーム」と称して設けられた。

### 内容
- 主にリスナーからのリクエストと、投稿によって構成されている。
- 投稿内容としては、リスナーの日常での出来事を綴ったものが目立つ。投稿で選りすぐりのものは同番組公式サイトで読むことも出来る。さらにその投稿は、「ハッピーアイランドの本」としてまとめられ、2008年8月現在で、8冊が刊行されている。
- リクエストでオンエアされる曲は、邦楽・洋楽からアニメソング・琉球民謡・アイドル楽曲と幅広い。

### 聴取率
沖縄県内民放ラジオ3局の共同聴取率調査では実に10年以上に亘って1位を記録している。
2005年6月の調査では、12 - 49歳で13時台で10.8％、また、12 - 69歳でも8.3％であり、大体の聴取エリアである沖縄県内では人気番組として定着している。それを証明するかのように、11時台は6社で、12時台と13時台は各々12 - 13社の提供スポンサーを連ねている。

### テーマ曲
- 愛ランド・ダンス / COSMOS-keyboards trio-

番組が始まって以来アレンジする事無く使用されている。現在は「ホームルーム」における11時台のオープニングと「2時間目」における13時台のエンディングで聞くことができる。

## パーソナリティ

### 現在
- 多喜ひろみ（月・火曜）（1985.10 - 現在） - エフエム沖縄アナウンサー
- 伊藝梓（水 - 金曜）（2012.4.6 - 現在） - エフエム沖縄アナウンサー

### 過去
- 寺沢好美（1985.4 - 1985.9） - 前番組『FM歌謡メロディー』から続投。
- 翁長林一郎（1985.4 - 不明）
- 和気徹児 - 現：秋田朝日放送アナウンサー
- 菊池のり子（金曜）（2008.4 - 2012.3.30）
- 東風平朝政 - エフエム沖縄の役員として不定期に出演していた。

## 派生番組『ハッピーモーニング～心地いい波～』
『サンエーpresents ハッピーモーニング～心地いい波～』（サンエープレゼンツ ハッピーモーニング～ここちいいなみ～）は、本番組の派生番組として、2012年12月15日から毎週土曜 9:00 - 9:30に収録形式で放送されているラジオ番組である。本番組の月・火曜を担当する多喜ひろみがパーソナリティを務めている。沖縄県内最大手のスーパーサンエーの一社提供。なお、開始当初は同じサンエーでも、サンエー宜野湾コンベンションシティの施設店名義によるスポンサーだった。

### 概要
「ハッピーアイランド」では生放送でフリーのメッセージ（特定企画がある場合、メッセージテーマを設けることがある）を紹介したりリクエスト曲を流したりするが、「ハッピーモーニング」ではその週の記念日にちなんだものを中心に季節に沿ったメッセージテーマを決めてメールとFAXで募っている。基本的に多喜が「ハッピーアイランド」を担当する毎週火曜日の夕方にその週の分を収録するため、メッセージの締め切りを火曜日14:00に設定している。そのため、「ハッピーアイランド」の番組内でも、本番組のテーマ投稿を呼びかけている。番組内でメッセージをなるべく紹介する関係から、リクエスト曲の受付は原則行っておらず、スタッフ選曲でメッセージに沿った洋楽の曲を中盤に一曲だけ流す。選曲に関して、稀にリクエスト曲を流すこともあるほか、テーマに関連する曲がない場合やトークが長引いたりメッセージが多い場合は曲を流さなかったり、逆にメッセージが少ない場合は最初のCM明けに追加で一曲流すこともある。また、多喜が収録週に休暇などが入った場合、その前の週に2本録りを行い、その2本目に、リスナーからのテーマメールをお休みにして、その代わりに音楽特集を行うこともある。
また、番組後半には、赤ちゃんや子どもの言動など、子どもたちのエピソードや自慢を紹介する「ハッピーベイビー」のコーナーがあり、番組公式ブログではリスナーから番組に寄せられた赤ちゃんや子どもたちの写真をアップしている。他、スポンサーであるサンエーとFC契約で結んでいるベビー用品専門店アカチャンホンポ（サンエーハンビータウン内の旧・Baby館、サンエー浦添西海岸 PARCO CITY内）の情報コーナーもある。